# 何磊
何磊（1916年—1978年)，字漢民，原名何侶紀，中國廣東 順德人，十八歲正式師從嶺南畫派創始人高劍父學習國畫，後改名為何磊，是中國畫岭南画派的傳人和著名代表人物之一，中國美術家協會會員。

## 生平
出身於廣東順德一戶清貧人家，母親因難產早逝，他由幾位姐姐撫養長大，少年時為負擔家計出外謀生。1933年，在廣州賣報時，因一个偶然的机缘得以认识高劍父，並在高劍父的授意下，與另一名弟子何炳光在青年畫社開始學習國畫。何磊自幼喜愛繪畫，加上後天的勤奮刻苦，在青年畫社學習期間，逐漸獲得高劍父的認可。
1934年，何磊被招入春睡畫院, 正式拜師求藝，成為高劍父的入室弟子，高劍父為其改名為何磊，專攻花鳥。1938年，對日抗戰前夕，何磊與关山月、黃獨峰等其他弟子逃亡至澳門，在普濟禪寺與高劍父師徒重逢，得以重拾畫筆。何磊一邊繼續學習作畫；一邊在澳門濠江中學擔任美術教員。抗日戰爭爆發，在美術救國的熱潮影響下，1941－1942年間，何磊首次在港澳地區舉辦個人畫展，高劍父親自為何磊的畫題詞，各界反嚮良好。此後多次舉辦畫展，在港澳地區名聲漸起。1946年，何磊加入中國共產黨，是高劍父學生中唯一的共產黨員。1949年，在香港成立紅黃藍畫社。1950年由澳門回到廣州，擔任廣州美術社的社長。1958年廣州美術學院成立，何磊參與了早期的學院籌建工作，後擔任國畫系教員，頗受學生愛戴。1978年去世，享年62歲。

## 畫風
以花鳥見長，工筆兼寫意，線條細緻，賦色絢麗，強調顏色的真實性，生活氣息濃郁。

## 代表作
- 《梨花戲貓》（嶺南畫派紀念館收藏）
- 《群鴨》（廣州美術學院收藏）